# Eurythmasis ignifatua
Eurythmasis ignifatua är en fjärilsart som beskrevs av Dyar 1914. Eurythmasis ignifatua ingår i släktet Eurythmasis och familjen mott. Inga underarter finns listade i Catalogue of Life.